# 德兴满族乡
德兴满族乡是中华人民共和国辽宁省铁岭市西丰县下辖的一个民族乡。

## 行政区划
德兴满族乡下辖以下村级行政区划单位：
连云村、德兴村、普济村、施德村、房身村、隆化村和双榆村。